# 越後おぢや農業協同組合
越後おぢや農業協同組合（えちごおぢやのうぎょうきょうどうくみあい、略称：JA越後おぢや、越後おぢや農協）は、新潟県小千谷市に本店を置いていた農業協同組合。

## 本店・支店
| 店舗コード | 店舗名       | 所在地                         |
| ---------- | ------------ | ------------------------------ |
| 001        | 本店         | 新潟県小千谷市城内4丁目1-55    |
| 003        | 城川支店     | 新潟県小千谷市城内4丁目1-55    |
| 004        | 千田支店     | 新潟県小千谷市大字三仏生5101-1 |
| 007        | 南部支店     | 新潟県小千谷市大字岩沢781-1    |
| 010        | 東小千谷支店 | 新潟県小千谷市東栄1丁目6-27    |
| 011        | 四ッ子支店   | 新潟県小千谷市四ッ子71-1       |
| 021        | 片貝中央支店 | 新潟県小千谷市片貝町5023       |

## 沿革
- 2003年（平成15年）- 3月、JA小千谷市とJA片貝町が合併し、JA越後おぢや発足。
- 2006年（平成18年）- 11月、虹のホールおぢや完成。
- 2007年（平成19年）- 11月、種もみ温湯消毒施設が完成。
- 2012年（平成24年）- 11月、虹のホールおぢやひがし竣工式。
- 2013年（平成25年）- 8月、第1カントリーエレベーター、第2カントリーエレベーター、片貝カントリーエレベーター生籾成分分析計を設置。
- 2014年（平成26年）- 11月、水稲育苗ハウス・灌水装置を設置。
- 2015年（平成27年）- 3月、第2カントリーエレベーター色彩選別機を設置。
  - 9月、精米施設を移転。
- 2016年（平成28年）- 4月、片貝カントリーエレベーター色彩選別機を設置。
  - 8月、第１カントリーエレベーター色彩選別機を設置。
- 2024年（令和6年）- 2月、当農協とJA北魚沼・JA十日町・JA津南町が合併し、JA魚沼が発足（新設合併）[1]。